# Café Racers & Superbikes
Café Racers & Superbikes, également appelée CR&S, est une entreprise italienne de fabrication et de modification de motocyclette. Les fondateurs étant particulièrement attachés à l'appartenance de l'entreprise à la région Lombardie, le slogan, les noms des motos et de deux modifications sont en dialecte lombard milanais.

## Histoire
Café Racers & Superbikes est fondée en 1992 par un passionné de moto, Roberto Crepaldi. Il importe différents modèles de motos, mais toujours celles qui ont un esprit sportif. Il se spécialise dans les anglaises des années 1960 et 1970 (Matchless G50, BSA Rocket3, Norton Manx, Triumph), mais a quand même un faible pour les motos modernes, aussi bien japonaises (RC30, Yamaha 1200 VMax ou Honda 750 NR), qu'européennes (Bimota Tesi). Il monte un magasin à Milan pour vendre ses motos.
En 1993, Roberto fait la connaissance de John Britten, créateur de la Britten V1000. Cette moto le passionne et John et Roberto s'associent pour monter une écurie de course. Roberto Crepaldi  est également un des dix possesseurs d'une Britten V1000.
La Britten de l'écurie CR&S obtient quelques bons résultats en Italie, mais, pour sa seconde course hors frontières, l'écurie est frappée par la mort de son pilote, Mark Farmer. L'irlandais perd le contrôle de sa moto lors des essais du TT et est tué sur le coup.
La Britten/CR&S quitte les paddocks à la fin de la saison 1997, avec pour palmarès de nombreuses premières places sur tous les continents.
Dès 1998, pour poursuivre le rêve de John Britten, CR&S planche sur une moto utilisant un moteur monocylindre de haute performance, avec un rapport poids/puissance proche de un. Roberto Crepaldi se rapproche de l'entreprise anglaise Raceco, un préparateur qui œuvre souvent sur des Moto Guzzi, pour concevoir et développer le premier prototype d'une moto utilisant ce monocylindre. D'après les concepteurs, cette machine préfigure une nouvelle catégorie, les « Mistrostretto », des machines légères et faciles à piloter, pensées pour prendre du plaisir sur la route, à vitesse raisonnable. Il en résultera la Vun.
Après deux déclinaisons de la Vun (un modèle spécialement fait pour rouler sur circuit et un modèle pourvu d'un petit side-car), CR&S propose la Duu, mue par un bicylindre en V de 1 920 cm3.

## Prix CR&S
Le prix CR&S est conçu pour récompenser les designers les plus talentueux et les plus innovants. Ce prix est remis annuellement.
Le prix est attribué à John Britten en 2005, tandis que 2006 a vu l'italien Massimo Tamburini obtenir cette récompense. Pour 2007, c'est Erik Buell, fondateur de la marque éponyme qui est le lauréat. En 2008, c'est le designer Miguel Angel Galuzzi, hauteur du look de la Ducati Mostro qui le remporte.